# Greg Gaines
Greg Gaines (La Habra, 6 maggio 1996) è un giocatore di football americano statunitense che milita nel ruolo di nose tackle per i Tampa Bay Buccaneers della National Football League (NFL).

## Carriera

### Los Angeles Rams
Gaines fu scelto nel corso del quarto giro (134º assoluto) del Draft NFL 2019 dai Los Angeles Rams. Debuttò come professionista subentrando nella gara del secondo turno contro i New Orleans Saints non facendo registrare alcuna statistica. La sua stagione da rookie si chiuse con 13 tackle e 0,5 sack in 10 presenze, nessuna delle quali come titolare.
Il 13 febbraio 2022 Gaines scese in campo nel Super Bowl LVI vinto contro i Cincinnati Bengals 23-20, mettendo a segno 3 tackle e conquistando il suo primo titolo.

### Tampa Bay Buccaneers
Il 23 marzo 2023 Gaines firmò un contratto di un anno del valore di 3,5 milioni di dollari con i Tampa Bay Buccaneers.

## Palmarès
- Super Bowl : 1

Los Angeles Rams: LVI
- National Football Conference Championship: 1

Los Angeles Rams: 2021